# Sky Brasil
Sky Brasil è una piattaforma televisiva satellitare destinata al mercato televisivo brasiliano fornita a pagamento da Sky Brasil nata il 25 giugno 1996. Nel 2012 la società annuncia il traguardo dei 5 milioni di abbonati diventando la seconda azienda con più clienti in Brasile. A febbraio 2015 gli abbonati sono 5 682 811.
La società e controllata al 93% da DirecTV e il 7% Grupo Globo. Sky Brasil è stata controllata dalla News Corp.
I canali in HD della piattaforma brasiliana sono 39.